# Гуткин, Леонид Гарриевич
Леонид Гарриевич Гуткин (род. 13 октября 1961, Москва) — советский и российский рок-музыкант, бас-гитарист, фаготист, композитор и саунд-продюсер. В 1979—1990 годах во время работы в рок-группе «Автограф» неоднократно признавался экспертами одним из лучших бас-гитаристов СССР. 

## Биография
Родился 13 октября 1961 года в Москве. Отец, Гарри Яковлевич Гуткин (род. 1934), работал на Мосфильме, был директором картин «Товарищ генерал», «Летние сны», «Чудо с косичками», первым директором картины «Солярис». Мать, Анна Александровна Гуткина (род. 1934), была заместителем начальника женского гримёрного цеха в Большом Театре.
С юных лет занимался музыкой, играя на любительском уровне на акустической гитаре и параллельно обучаясь в музыкальной школе им. Гнесиных по классам фортепиано и фагота. С 1976 года играет на бас-гитаре. 
В 1977 году поступает в музыкальное училище при Московской государственной консерватории им. П. И. Чайковского по классу фагота и заканчивает его в 1981 году; с 1981 года обучается непосредственно в Московской государственной консерватории и также по классу фагота и заканчивает её с отличием в 1986 году.
Параллельно с классическим музыкальным образованием Гуткин с 14-летнего возраста серьёзно увлекается рок-музыкой, начав в 8 классе играть в школьной группе «Солнечные часы», исполнявший стандартный для того времени репертуар из песен западных групп. В 1978 году начинает играть в самодеятельной рок-группе «Синтез», откуда в том же году уходит в более серьёзный состав «Кузнецкий мост», где в тот момент работали будущие музыканты «Воскресения» Алексей Романов и Алексей Макаревич и будущий барабанщик «Автографа» Владимир Якушенко. 
В мае 1979 года прошёл прослушивание в ещё только создаваемую Александром Ситковецким рок-группу «Автограф». Вплоть до начала затянувшихся творческих каникул «Автографа» в феврале 1990 года Гуткин оказывается единственным, помимо Ситковецкого, музыкантом группы, игравшим во всех её составах. Является автором музыки ко многим вокальным и инструментальным пьесам «Автографа».
В составе «Автографа» Гуткин принял участие в массе знаковых для отечественной рок-музыки событий, в числе которых фестиваль «Весенние ритмы. Тбилиси-80» (март 1980), московская премьера программы «Автографа» «Век № 20» (декабрь 1985), митинге-концерте «Наш ход / Our Move» (Москва, июль 1987), первое в истории выступление отечественных рок-групп в зале Hammersmith Odeon в Лондоне (июль 1987) и юбилейный реюнион-тур классического состава «Автографа» 1982—1988 годов (май-июнь 2005). Также Гуткин участвовал во всех сессиях звукозаписи «Автографа» в США, включая запись альбома «Tear Down The Border» (1991), изданного исключительно в США и Японии. Песня «I Need You» из репертуара «Автографа», написанная Гуткиным в соавторстве с музыкантами группы, вошла в исполнении Рика Спрингфилда в саундтрек американского фильма « Железный орёл 2».
В 1989 году Гуткин вместе с гитаристом Сергеем Маркиным (из группы Стаса Намина) и вокалистом «Автографа» Артуром Беркутом создаёт безымянный проект, чья стилистика представляет собой гитарный радио-рок. Проект ориентируется на западный музыкальный рынок. После прекращения активной деятельности «Автографа» новая группа получает предложение от менеджера Владимира Кузьмина Игоря Конюкова открывать летние 1990 года концерты Кузьмина в ходе большого концертного тура по РСФСР и Украинской ССР. В ходе подготовки к этому туру группа обретает имя «РоКоКо». Выступления «РоКоКо» в туре проходят успешно, однако в 1990 году отечественной прессе уже нет дела до рок-музыки, и принимается окончательное решение представить проект, получивший латинизированное имя RocKoCo, на западном рынке. 
В августе 1990 года Гуткин с музыкантами проекта уезжает в Лос-Анджелес, где группа трансформируется в новый проект WE, но уже без Беркута. В новой группе помимо Гуткина и Маркина работают музыканты из США, Канады и Австралии. В записях WE принимали участие барабанщики Ник ДиВирджлио, работавший с группами Tears For Fears, Genesis и Spock’s Beard, и Джоди Кортес (Cinderella и группа Дэвида Кросби).
В 1991 году Гуткин вместе с лидером «Автографа» Александром Ситковецким становится совладельцем студии звукозаписи Red Sunset Studio в Лос-Анджелесе, где вместе с ними работает бывший клавишник «Автографа» Руслан Валонен. За время своей работы в США Гуткин сотрудничал с рядом топовых российских и американских артистов. Продолжается и карьера Гуткина как музыканта — он работает с группой Garden Of Joy, в 1991—1993 годах имевшей контракт с фирмой-мэйджором EMI и выпустившей в 1992 году под руководством продюсера Гленна Балларда альбом и сингл «Eyes Of A Child», являвшийся частью саундтрека к фильму «Into The West». 
В 1996 году студия Red Sunset Studio прекратила работу. 
В 1997 году Гуткин вернулся в Москву, где стал ведущим продюсером фирмы грамзаписи «КРЕМ Рекордс», сохраняя эту позицию до 2002 года. 
В 2001 году создал кавер-группу Balls of Fire. 
С 2013 года работает как соавтор музыкального материала и саунд-продюсер с рядом исполнителей, выступавших или готовившихся к выступлению на международном телевизионном конкурсе «Евровидение». 
В 2015 году основал паблишинговую компанию Boomerang Music Group.

## Продюсерская и авторская работа
Первой работой Гуткина как саунд-продюсера стал 11-песенный демо-альбом проекта «РоКоКо» / RocKoCo, записанный в 1989—1990 годах для представления на американском рынке. Во время работы на студии Red Sunset Studio Гуткин работал, помимо прочих, с такими известными российскими исполнителями, как Михаил Шуфутинский и Любовь Успенская, а также с американскими составами Circle Of Power и Zoo People. 
В 1994 году работал с французским фьюжн-гитаристом Марком Антуаном над его дебютным альбомом «Classical Soul».
По возвращении в Москву работает на фирме «КРЕМ Рекордс» с Данко, Дельфином и группами I.F.K. и «Братья Улыбайте». 
После 2002 года работал как саунд-продюсер и автор музыки с Валерией, Жасмин, Анитой Цой, Димой Биланом, Авраамом Руссо, Анжеликой Агурбаш, семейным дуэтом Владимира Преснякова-мл. и Никиты Преснякова, Тимуром Родригезом и многими другими. Является обладателем престижных российских премий в области шоу-бизнеса «Золотой граммофон» и «Песня года».
В 2005 году Гуткин выступил музыкальным и саунд-продюсером реюнион-релизов группы «Автограф» — CD-сингла «Корабль» и двойного концертного альбома и DVD «25 лет спустя. Юбилейный концерт». Также среди важных работ Гуткина — сопродюсирование сольного альбома Александра Кутикова «Демоны любви» (2009).

## Работа в рамках конкурса «Евровидение»
В 2013 году приступил к работе с артистами, участвующими в международном телевизионном конкурсе «Евровидение» в роли соавтора и сопродюсера конкурсного музыкального материала. Артисты, с которыми работал Гуткин в данном качестве — представительницы России Дина Гарипова (2013, песня «What If», 5 место), Полина Гагарина (2015, «Million Voices», 2 место) и Юлия Самойлова (2017, «Flame Is Burning» — выступление не состоялось; 2018, «I Won't Break» — не прошла в финал), а также представительница Молдовы Лидия Исак (2016, «Falling Stars»).

## Инструменты и оборудование
Гуткин стал одним из советских музыкантов, имевших эндорсерское соглашение с крупным иностранным брендом-производителем музыкальных инструментов, а именно с компанией Fender (Fender Musical Instruments Corporation). В настоящий момент музыкант является эндорсером шведской компании EBS Sweden AB, выпускающей эффекты и сценические усиление для бас-гитар. Инструменты, используемые на сегодняшний день Гуткиным — пятиструнные бас-гитары Fender Custom Shop Jazz Bass и Lakland 5594 и четырёхструнная безладовая бас-гитара Rick Turner Fretless Bass. Предварительный усилитель — EBS MicroBass, сценические усилители — Ampeg SVT или модели производства итальянской компании Markbass.

## Дискография

### С группой «Автограф»
- 1981 — Рок-группа «Автограф» (EP)
- 1985 — Рок-группа «Автограф» (сингл)
- 1986 — Автограф (мини-альбом)
- 1989 — Каменный край (альбом / переиздан на CD в 1990, 2002 и 2005 годах)
- 1991 — Tear Down The Border (CD)
- 1996 — Автограф-1 (CD)
- 2005 — Корабль (CD-сингл)
- 2005 — 25 лет спустя. Юбилейный концерт (2 CD — концертный альбом)

### Прочие работы
- 1992 — Garden Of Joy «Eyes Of A Child» (CD-сингл)
- 1999 — Александр Ситковецкий «Empty Arena» (CD)
- 2016 — Александр Ситковецкий «Full House» (2 CD)
- 2013 — Дина Гарипова «What If»
- 2015 — Полина Гагарина «A Million Voices»
- 2016 — Лидия Исак «Falling Stars»
- 2017 — Юлия Самойлова «Flame Is Burning»
- 2018 — Юлия Самойлова «I Won't Break»
- Анжелика Агурбаш «Я буду жить для тебя»
- Николай Басков «Твои глаза»
- Дима Билан «Облака»
- Валерия «Забывай меня»
- Валерия «Угадай»
- Жасмин «Зависимость»
- Жасмин «Самолет»
- Эльмира Калимуллина «You Are The Lite»
- Филипп Киркоров «Акапелла души»
- Стас Михайлов «Любовь запретная»
- Никита Пресняков «Radiate»
- Авраам Руссо «Все пройдет»
- Анита Цой «Поздно»
- The Couple «Интро Тибет. Истина»
- The Couple «Тингри»

### Официальные сайты
- Официальный сайт Boomerang Music Group
- Страница на официальном сайте группы «Автограф»

### Интервью
- «„Автограф“ — музыка вне времени».
- «Соавтор песни Дины Гариповой: Джордж Харрисон проигрывал суды по плагиату. И где теперь те победители?!»
- «„Евровидение“ не является иконой качественной поп-музыки».
- "Леонид Гуткин: «Песня для „Евровидения“ менялась в зависимости от политической ситуации»".
- «Автор песни Самойловой для „Евровидения“: „До нашей встречи Юля никогда не пела по-английски!“»